# Nyodes inferior
Nyodes inferior là một loài bướm đêm trong họ Noctuidae.